# مجری مراسم

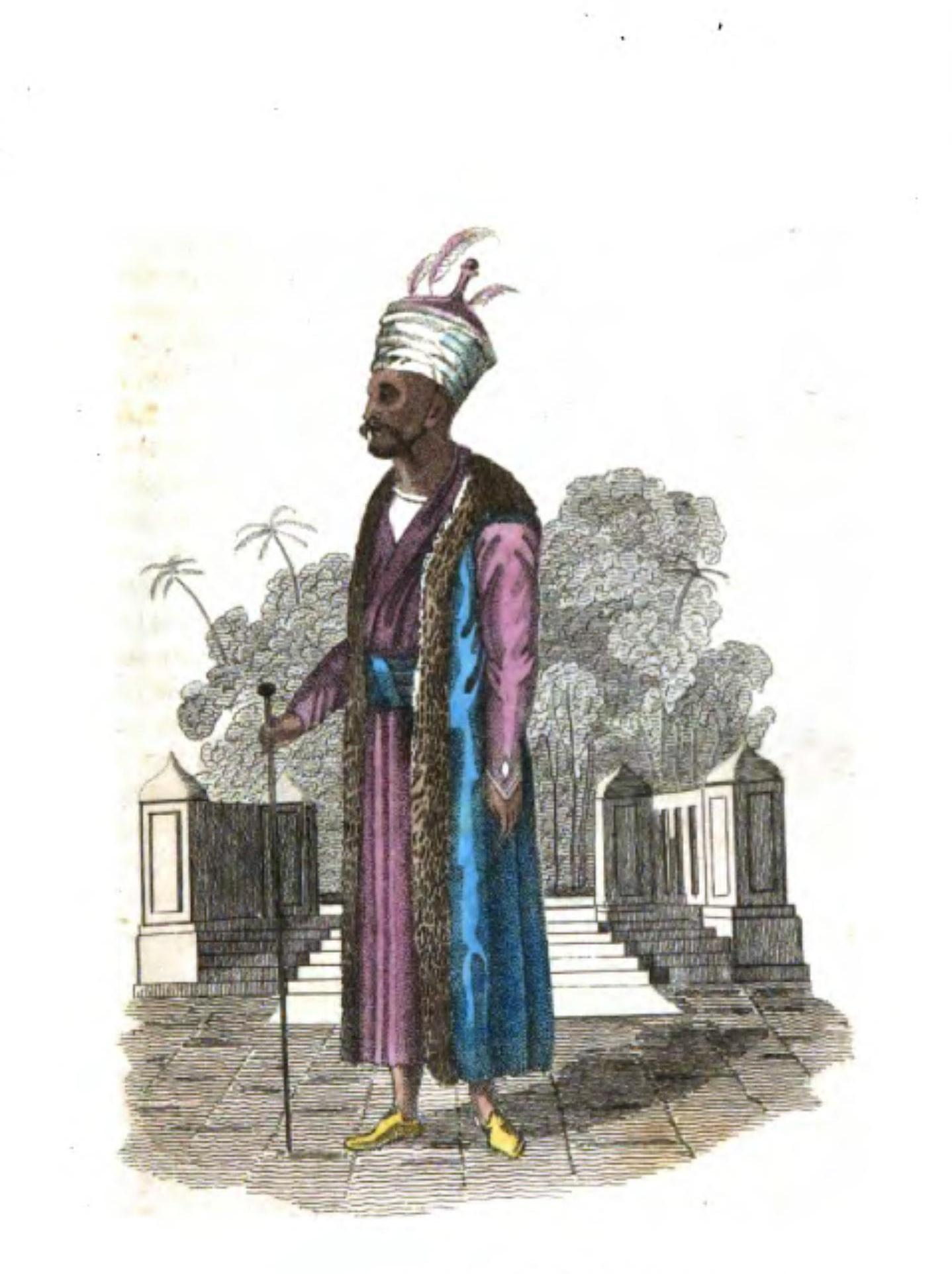

مجری مراسم (به انگلیسی: master of ceremonies)، میزبان رسمی یک مراسم، رویداد روی صحنه، همایش، گردهمایی یا برنامه‌های مشابه است.